# 王煜輝
王煜輝(1976年6月14日—），中国北京市人，围棋职业七段棋手。10岁学棋。1990年入段，1997年升为六段，2000年升为七段。
获第三届新人王戰亚军，“牡丹卡杯”全国名手赛冠军。1998年获第五届台湾永大盃冠军，进入第10、11、12届中国围棋名人战循环圈，第18届名人战八强。2000年第14届和2008年第22届中国围棋天元战八强。2002年第7届三星火灾杯击败崔哲瀚、羽根直树和常昊晋级半决赛，进入第6、8届三星杯16强。2005年第10届LG盃八强。2004年全国围棋个人赛第5名。